# Зірка (топологія)

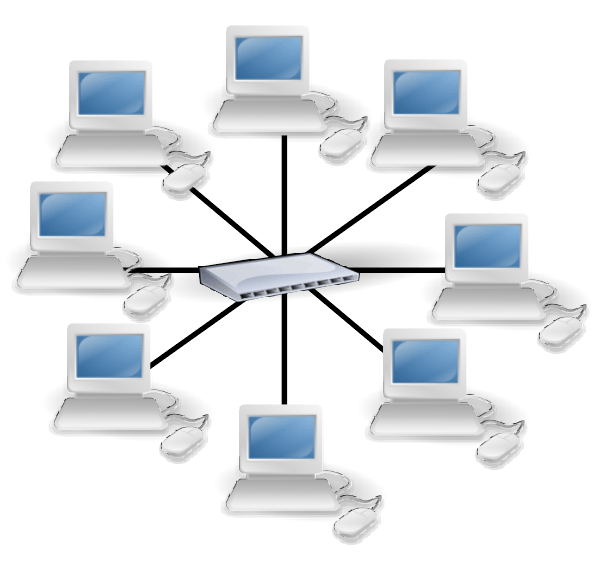
Топологія «Зірка»

Зірка — це єдина топологія мережі з явно виділеним центром, до якого підключаються всі інші абоненти. Обмін інформацією йде винятково через центральний комп'ютер, на який лягає більше навантаження, тому нічим іншим, крім мережі, він, як правило, займатися не може. Зрозуміло, що мережне устаткування центрального абонента повинно бути істотно складнішим, чим устаткування периферійних абонентів. Про рівноправність всіх абонентів (як у шині) у цьому випадку говорити не доводиться. Звичайно центральний комп'ютер найпотужніший, саме на нього покладають всі функції по керуванню обміном. Ніякі конфлікти в мережі з топологією зірка в принципі неможливі, тому що керування повністю централізоване.
Якщо говорити про стійкість зірки до відмов комп'ютерів, то вихід з ладу периферійного комп'ютера або його мережного встаткування ніяк не відбивається на функціонуванні мережі, зате будь-яка відмова центрального комп'ютера робить мережу повністю непрацездатною. У зв'язку із цим повинні прийматися спеціальні заходи щодо підвищення надійності центрального комп'ютера і його мережної апаратури.
Обрив кабелю або коротке замикання в ньому при топології зірка порушує обмін тільки з одним комп'ютером, а всі інші комп'ютери можуть нормально продовжувати роботу.
На відміну від шини, у зірці на кожній лінії зв'язку перебувають тільки два абоненти: центральний й один з периферійних. Найчастіше для їхнього з'єднання використовується дві лінії зв'язку, кожна з яких передає інформацію в одному напрямку, тобто на кожній лінії зв'язку є тільки один приймач й один передавач. Це так звана передача точка-точка. Все це істотно спрощує мережне встаткування в порівнянні із шиною й рятує від необхідності застосування додаткових, зовнішніх термінаторів.
Проблема загасання сигналів у лінії зв'язку також вирішується в зірці простіше, ніж у випадку шини, адже кожен приймач завжди одержує сигнал одного рівня. Гранична довжина мережі з топологією зірка може бути вдвічі більше, ніж у шині (тобто 2*Lпр), тому що кожний з кабелів, що з'єднує центр із периферійним абонентом, може мати довжину Lпр.
Серйозний недолік топології зірка складається у жорсткому обмеженні кількості абонентів. Звичайно центральний абонент може обслуговувати не більше 8-16 периферійних абонентів. У цих межах підключення нових абонентів досить просте, але за ними воно просто неможливе. У зірці припустиме підключення замість периферійного ще одного центрального абонента (у результаті виходить топологія з декількох з'єднаних між собою зірок).
У центрі мережі з даною топологією міститься не комп'ютер, а спеціальний пристрій — концентратор або, як його ще називають, хаб (hub), що виконує ту ж функцію, що й репітер, тобто відновлює сигнали й пересилає їх в усі інші лінії зв'язку.
Виходить, що хоча схема прокладки кабелів подібна активній зірці, фактично мова йде про шинну топологію, тому що інформація від кожного комп'ютера одночасно передається до всіх інших комп'ютерів, а ніякого центрального абонента не існує. Безумовно, пасивна зірка дорожче звичайної шини, тому що в цьому випадку потрібний ще й концентратор. Однак вона надає цілий ряд додаткових можливостей, пов'язаних з перевагами зірки, зокрема, спрощує обслуговування й ремонт мережі. Саме тому останнім часом пасивна зірка усе більше витісняє зірку, що вважається малоперспективною топологією.
Можна виділити також проміжний тип топології між активною й пасивною зіркою. У цьому випадку концентратор не тільки ретранслює сигнали, але й робить керування обміном, однак сам в обміні не бере участь (так зроблено в мережі 100VG-AnyLAN).
Велика перевага зірки (як активної, так і пасивної) полягає в тому, що всі точки підключення зібрані в одному місці. Це дозволяє легко контролювати роботу мережі, локалізувати несправності шляхом простого відключення від центра тих або інших абонентів (що неможливо, наприклад, у випадку шинної топології), а також обмежувати доступ сторонніх осіб до життєво важливих для мережі точок підключення. До периферійного абонента у випадку зірки може підходити як один кабель (по якому йде передача в обох напрямках), так і два (кожний кабель передає в одному із двох зустрічних напрямків), причому останнє зустрічається набагато частіше.
Загальним недоліком для всіх топологій типу зірка (як активної, так і пасивної) є значно більша, ніж при інших топологіях, витрата кабелю. Наприклад, якщо комп'ютери розташовані в одну лінію, то при виборі топології зірка знадобиться в кілька разів більше кабелю, ніж при топології шина. Це істотно впливає на вартість мережі в цілому й помітно ускладнює прокладку кабелю.